# Coeuve
Coeuve (hist. Kuef, Kufen) – miejscowość i gmina w północno-zachodniej Szwajcarii, w kantonie Jura, w okręgu Porrentruy.

## Demografia
W Coeuve mieszka 740 osób. W 2020 roku 4,6% populacji gminy stanowiły osoby urodzone poza Szwajcarią. 